# 1970年アジア競技大会
1970年アジア競技大会（1970ねんアジアきょうぎたいかい、VI Asian Games 1970）は、1970年12月9日から12月20日までタイ王国・バンコクで行われたアジア競技大会。
大会は当初、韓国・ソウルで行われる予定であったが、1968年1月に北朝鮮の特殊部隊のソウル侵入事件（青瓦台襲撃未遂事件）が発生するなどし、大会の安全が図れないということから1968年4月に韓国は大会開催を返上、前回大会を開催したタイ・バンコクで行うことになった。競技には前回大会の施設を利用し、開催費用は韓国をはじめ参加各国が援助した。ベトナム戦争の影響によりタイと国交を断絶していたため前回大会に不参加だったカンボジアは、クメール共和国として復帰した。
この大会からはヨットが新たに競技種目に加わった。日本は水球で金メダルを獲得している。

## 参加国・地域
| - ビルマ連邦 - セイロン - 香港 - インド - インドネシア - イラン - イスラエル - 日本 - クメール共和国 | - マレーシア - ネパール - パキスタン - フィリピン - 中華民国 - シンガポール - 韓国 - ベトナム共和国 - タイ |

### 参加国・地域人数
| IOC | 参加国・地域 | 人数 |
| --- | ------------ | ---- |

## 実施競技
- 陸上競技（詳細）
- バドミントン
- バスケットボール（詳細）
- ボクシング
- 自転車競技
- 飛込競技
- サッカー（詳細）
- ホッケー
- セーリング（ヨット）
- 射撃
- 水泳
- 卓球
- バレーボール
- 水球
- ウエイトリフティング
- レスリング

## 各国・地域の獲得メダル数
| 順 | 国・地域       | 金  | 銀  | 銅  | 計  |
| -- | -------------- | --- | --- | --- | --- |
| 1  | 日本           | 74  | 47  | 23  | 144 |
| 2  | 韓国           | 18  | 13  | 23  | 54  |
| 3  | タイ           | 9   | 17  | 13  | 39  |
| 4  | イラン         | 9   | 7   | 7   | 23  |
| 5  | インド         | 6   | 9   | 10  | 25  |
| 6  | イスラエル     | 6   | 6   | 5   | 17  |
| 7  | マレーシア     | 5   | 1   | 7   | 13  |
| 8  | ビルマ連邦     | 3   | 2   | 7   | 12  |
| 9  | インドネシア   | 2   | 5   | 13  | 20  |
| 10 | セイロン       | 2   | 2   | 0   | 4   |
| 11 | フィリピン     | 1   | 9   | 12  | 22  |
| 12 | 台湾           | 1   | 5   | 12  | 18  |
| 13 | パキスタン     | 1   | 2   | 7   | 10  |
| 14 | シンガポール   | 0   | 6   | 9   | 15  |
| 15 | クメール共和国 | 0   | 2   | 3   | 5   |
| 16 | ベトナム共和国 | 0   | 0   | 2   | 2   |
|    | 合計           | 137 | 133 | 153 | 423 |